# Paul Singer
Paul Singer (ur. 16 stycznia 1844, zm. 31 stycznia 1911) – niemiecki polityk, właściciel fabryki płaszczy w Berlinie, od 1869 działacz ruchu socjaldemokratycznego, od 1884 poseł do parlamentu niemieckiego i od 1892 współprzewodniczący (razem z Augustem Beblem) Socjaldemokratycznej Partii Niemiec (SPD); oba urzędy pełnił do śmierci.